# Nikołaj Wiedieniejew
Nikołaj Dienisowicz Wiedieniejew (ros. Николай Денисович Веденеев, ur. 4 marca?/16 marca 1897 w Wierchniej Sanarce w obwodzie czelabińskim, zm. 16 listopada 1964 w Moskwie) – radziecki generał porucznik wojsk pancernych, Bohater Związku Radzieckiego (1945).

## Życiorys
Urodził się w rodzinie chłopskiej. Miał wykształcenie podstawowe, pracował jako telegrafista, w sierpniu 1915 został powołany do rosyjskiej armii, służył w rezerwowym batalionie w Syzraniu, w 1917 walczył na Froncie Południowo-Zachodnim I wojny światowej jako podoficer pułku piechoty. 
W 1917 wstąpił do partii bolszewickiej i Czerwonej Gwardii, brał udział w wojnie domowej w Rosji, w czerwcu 1918 został członkiem oddziału czerwonej partyzantki na Powołżu, który następnie połączył się z południowo-uralskim zgrupowaniem partyzanckim (późniejszą Armią Uralską) Wasilija Blüchera. W październiku 1918 został żołnierzem regularnej Armii Czerwonej, jako dowódca plutonu i komisarz pułku walczył na Froncie Wschodnim, m.in. w rejonie Atbasaru, od października 1920 do marca 1921 był komisarzem pułku kawalerii Syberyjskiej Dywizji Kawalerii Zachodniosyberyjskiego Okręgu Wojskowego, brał udział w likwidacji powstania chłopskiego na zachodniej Syberii w 1921. Następnie był komisarzem oddziału zaopatrzenia w Zachodniosyberyjskim Okręgu Wojskowym, później inspektorem wydziału politycznego sztabu 4 Samodzielnej Brygady Kawalerii i komisarzem 74 pułku kawalerii w Syberyjskim i Zachodnim Okręgu Wojskowym, w 1928 ukończył Wojskową Akademię im. Frunzego i został dowódcą szwadronu 88 armawirskiego pułku kawalerii. Później pracował w sztabie 5 Stawropolskiej Dywizji Kawalerii Północnokaukaskiego Okręgu Wojskowego, od maja 1931 do marca 1932 był dowódcą i komisarzem pułku kawalerii, później dywizjonu kawalerii w Zabajkalskim Okręgu Wojskowym, a od listopada 1935 do lipca 1937 26 pułku zmechanizowanego 26 Dywizji Kawalerii Kijowskiego Okręgu Wojskowego.
W lipcu 1937 został szefem sztabu 45 Korpusu Zmechanizowanego Kijowskiego Okręgu Wojskowego, w grudniu 1938 szefem kursów doskonalenia kadry oficerskiej w Moskwie, od 4 czerwca 1940 do marca 1941 był szefem sztabu i zastępcą dowódcy 6 Korpusu Zmechanizowanego Zachodniego Specjalnego Okręgu Wojskowego, a następnie zastępcą dowódcy 20 Korpusu Zmechanizowanego w tym okręgu (4 czerwca 1940 otrzymał stopień generała majora wojsk pancernych). 
Po ataku Niemiec na ZSRR walczył w składzie 13 Armii Frontu Zachodniego, jego korpus został okrążony pod Bobrujskiem, od końca sierpnia 1941 uczestniczył w walkach na Froncie Briańskim, w październiku 1941 został wykładowcą Wojskowej Akademii Mechanizacji i Motoryzacji Armii Czerwonej im. Stalina. Od kwietnia 1944 był zastępcą dowódcy 8 Gwardyjskiego Korpusu Pancernego 2 Armii Pancernej 1 Frontu Białoruskiego, uczestniczył w operacji białoruskiej, od 22 sierpnia 1944 dowodził 3 Korpusem Pancernym 2 Armii Pancernej, który wyróżnił się podczas wyzwalania Lublina i Dęblina; 20 listopada 1944 został przemianowany na 9 Gwardyjski Korpus Pancerny. Od 12 stycznia 1945 na czele korpusu brał udział w operacji wiślańsko-odrzańskiej, w lutym 1945 osiągnął Odrę i uchwycił ważny dla dalszych działań bojowych przyczółek w rejonie Kostrzyna, w lutym-marcu 1945 uczestniczył w operacji pomorskiej, a później w operacji berlińskiej. 
11 lipca 1945 otrzymał stopień generała porucznika wojsk pancernych. Po wojnie nadal dowodził korpusem, w październiku 1946 został szefem wydziału przygotowania bojowego wojsk pancernych i zmechanizowanych Wojsk Lądowych, od marca 1947 do maja 1951 ponownie wykładał w Wojskowej Akademii Mechanizacji i Motoryzacji im. Stalina, następnie zakończył służbę wojskową. Był honorowym obywatelem Sieradza. Został pochowany na Cmentarzu Wwiedieńskim.

## Odznaczenia
- Złota Gwiazda Bohatera Związku Radzieckiego (6 kwietnia 1945)
- Order Lenina (trzykrotnie, m.in. w 1936)
- Order Czerwonego Sztandaru (1944)
- Order Kutuzowa I klasy (1945)
- Order Suworowa II klasy (1944)
- Medal „Za zwycięstwo nad Niemcami w Wielkiej Wojnie Ojczyźnianej 1941–1945”
- Medal „Za wyzwolenie Warszawy”
- Medal „Za zdobycie Berlina”
- Medal jubileuszowy „XX lat Robotniczo-Chłopskiej Armii Czerwonej”
- Krzyż Srebrny Orderu Virtuti Militari (Polska Ludowa)

I inne.